# Kevin Medina
Kevin David Medina Rentería (Urabá, Colombia, 9 de marzo de 1993) es un futbolista colombiano. Juega de defensa y su equipo es el Qarabağ F. K. de la Liga Premier de Azerbaiyán.

## Trayectoria
Tras un largo paso por el fútbol de Portugal, el 19 de julio de 2020 fichó por el Qarabağ F. K. de la Liga Premier de Azerbaiyán. El 5 de junio de 2022 renovó su contrato con el club.

## Estadísticas
Actualizado al último partido disputado el 27 de abril de 2025.
| Club                         | Div.          | Temporada     | Liga  | Liga  | Copas nacionales | Copas nacionales | Copas internacionales | Copas internacionales | Total | Total |
| Club                         | Div.          | Temporada     | Part. | Goles | Part.            | Goles            | Part.                 | Goles                 | Part. | Goles |
| ---------------------------- | ------------- | ------------- | ----- | ----- | ---------------- | ---------------- | --------------------- | --------------------- | ----- | ----- |
| Naval 1º de Maio Portugal    | 3.ª           | 2014-15       | 9     | 2     | —                | —                | —                     | —                     | 9     | 2     |
| Naval 1º de Maio Portugal    | Total club    | Total club    | 9     | 2     | 0                | 0                | 0                     | 0                     | 9     | 2     |
| Moura A. C. Portugal         | 3.ª           | 2014-15       | 12    | 2     | —                | —                | —                     | —                     | 12    | 2     |
| Moura A. C. Portugal         | 3.ª           | 2015-16       | 19    | 1     | 1                | 0                | —                     | —                     | 20    | 1     |
| Moura A. C. Portugal         | 3.ª           | 2016-17       | 29    | 0     | —                | —                | —                     | —                     | 29    | 0     |
| Moura A. C. Portugal         | Total club    | Total club    | 60    | 3     | 1                | 0                | 0                     | 0                     | 61    | 3     |
| S. U. Sintrense Portugal     | 3.ª           | 2017-18       | 13    | 0     | 4                | 0                | —                     | —                     | 17    | 0     |
| S. U. Sintrense Portugal     | Total club    | Total club    | 13    | 0     | 4                | 0                | 0                     | 0                     | 17    | 0     |
| C. D. Pinhalnovense Portugal | 3.ª           | 2017-18       | 12    | 1     | —                | —                | —                     | —                     | 12    | 1     |
| C. D. Pinhalnovense Portugal | Total club    | Total club    | 12    | 1     | 0                | 0                | 0                     | 0                     | 12    | 1     |
| Académico Viseu Portugal     | 2.ª           | 2018-19       | 31    | 1     | 3                | 0                | —                     | —                     | 34    | 1     |
| Académico Viseu Portugal     | 2.ª           | 2019-20       | 3     | 0     | 1                | 0                | —                     | —                     | 4     | 0     |
| Académico Viseu Portugal     | Total club    | Total club    | 34    | 1     | 4                | 0                | 0                     | 0                     | 38    | 1     |
| G. D. Chaves Portugal        | 2.ª           | 2019-20       | 13    | 0     | 5                | 1                | —                     | —                     | 18    | 1     |
| G. D. Chaves Portugal        | Total club    | Total club    | 13    | 0     | 5                | 1                | 0                     | 0                     | 18    | 1     |
| Qarabağ F. K. Azerbaiyán     | 1.ª           | 2020-21       | 20    | 0     | 4                | 0                | 9                     | 0                     | 33    | 0     |
| Qarabağ F. K. Azerbaiyán     | 1.ª           | 2021-22       | 23    | 1     | 4                | 0                | 14                    | 0                     | 41    | 1     |
| Qarabağ F. K. Azerbaiyán     | 1.ª           | 2022-23       | 23    | 0     | 0                | 0                | 6                     | 1                     | 29    | 1     |
| Qarabağ F. K. Azerbaiyán     | 1.ª           | 2023-24       | 15    | 0     | 0                | 0                | 13                    | 1                     | 28    | 1     |
| Qarabağ F. K. Azerbaiyán     | 1.ª           | 2024-25       | 15    | 1     | 2                | 0                | 12                    | 0                     | 29    | 1     |
| Qarabağ F. K. Azerbaiyán     | Total club    | Total club    | 96    | 2     | 10               | 0                | 54                    | 2                     | 160   | 4     |
| Total carrera                | Total carrera | Total carrera | 237   | 9     | 24               | 1                | 54                    | 2                     | 315   | 12    |

## Palmarés

### Títulos nacionales
| Título                     | Club          | País       | Año     |
| -------------------------- | ------------- | ---------- | ------- |
| Liga Premier de Azerbaiyán | Qarabağ F. K. | Azerbaiyán | 2021-22 |
| Copa de Azerbaiyán         | Qarabağ F. K. | Azerbaiyán | 2021-22 |
| Liga Premier de Azerbaiyán | Qarabağ F. K. | Azerbaiyán | 2022-23 |
| Liga Premier de Azerbaiyán | Qarabağ F. K. | Azerbaiyán | 2023-24 |
| Copa de Azerbaiyán         | Qarabağ F. K. | Azerbaiyán | 2023-24 |
| Liga Premier de Azerbaiyán | Qarabağ F. K. | Azerbaiyán | 2024-25 |